# Sphaerorrhiza sarmentiana
Sphaerorrhiza sarmentiana är en tvåhjärtbladig växtart som först beskrevs av George Gardner och William Jackson Hooker, och fick sitt nu gällande namn av Roalson och Boggan. Sphaerorrhiza sarmentiana ingår i släktet Sphaerorrhiza och familjen Gesneriaceae. Inga underarter finns listade i Catalogue of Life.